# Pokabius iginus
Pokabius iginus är en mångfotingart som först beskrevs av Chamberlin 1912.  Pokabius iginus ingår i släktet Pokabius och familjen stenkrypare. Inga underarter finns listade i Catalogue of Life.